# Fusinus novaehollandiae
Fusinus novaehollandiae là một loài ốc biển cỡ lớn săn mồi, là động vật thân mềm chân bụng sống ở biển trong họ Fasciolariidae.